# Slaget ved Breitenfeld (1631)
Slaget ved Breitenfeld blev udkæmpet 7. september 1631 under Trediveårskrigen ved Leipzig mellem den protestantiske hær under svenskekongen Gustav 2. Adolf og den katolske liga under feltherren Tilly. Gustav 2. Adolfs fremragende ledelse sammen med en ny og forbedret militær teknik skaffede svenskerne sejren.
- Samtidig kobberstik.

51°24′N 12°20′Ø / 51.4°N 12.33°Ø